# Kapitein ter lange omvaart
In België worden voor gezagvoerders op verschillende types schepen verschillende termen gebruikt. De term kapitein ter lange omvaart wordt gebruikt op grote koopvaardijschepen. (In Nederland heet men dan kapitein op de grote vaart.)
Andere benamingen zijn:
- kapitein ter zee, een rang in de marine (gelijk aan de rang van kolonel bij andere legeronderdelen)
- kapitein ter kustvaart, de gezagvoerder van een vaartuig dat alleen reizen maakt in de kustwateren
- schipper, de gezagvoerder aan boord van vissersschepen, binnenschepen, jachten en op schepen van de Bruine vloot.